# Вадо дел Черо (Фрозиноне)
Вадо дел Черо је насеље у Италији у округу Фрозиноне, региону Лацио.
Према процени из 2011. у насељу је живело 80 становника. Насеље се налази на надморској висини од 196 м.